# 許恆賓
許恆賓（Hsu Heng-Pin，1993年4月17日— ） 是中華民國臺灣的職業足球運動員，司職中場或後衛 ，擁有很好的體能素質與力量，目前效力於台灣企業甲級足球聯賽台中FUTURO，同時也是中華台北國家足球隊的隊員。

## 生平
許恆賓於1993年4月17日，生於臺灣臺中市，13歲代表台中市，參加台中世界青少年足球節 ，榮獲大會MVP，一人包辦全隊15顆進球的4分之3，將前往英国 的切尔西足球俱乐部 受訓，巴西教練迪多也認為他相當有潛力，準備送至巴西。
2007年在父親的安排，從安和國中轉學至深圳鹽田外國語學校，希望能有較好的成長學習環境。
2009年高中時期就讀於臺南國立北門高級中學 ，當時隊中球員眾多，許恆賓並無太多先發機會，直到高三才開始嶄露頭角，並代表北門高中 ，獲得全國青年盃足球錦標賽四連霸冠軍，2011年全國中等學校足球聯賽高男組冠軍，締造高三全國制霸。

## 職業生涯

### 俱樂部紀錄
2012年從銘傳大學休學，在國立臺灣體育運動大學教授趙榮瑞的牽線下，獨自前往日本FC岐阜職業足球俱樂部  ，因而結識前中華台北男子足球代表隊教練平田礼次。
2013年返台完成學業，並代表 台中市龍（國立臺灣體育運動大學）出戰2013年全國城市足球聯賽 ，為球隊奪得聯賽第三名的佳績。
2015年10月21日， 全國運動會男子足球項目，許恆賓代表台中市，在四強交叉賽中，取得全場唯一入球，幫助球隊再度挺進冠亞軍賽，該賽事最終，台中市獲得亞軍。
2009、2011、2013、2015、2017、2019連續六屆，代表台中市參加全國運動會，並在2013年獲得冠軍，2015年獲得亞軍，2017年獲得季軍 ，2019年獲得冠軍。
2016年9月1日，許恆賓代表北市大學 ，前往韓國太白，出賽亞洲大學足球錦標賽。
2017年1月7日，許恆賓重回台灣1級足球賽事，代表國訓中心 ，並與羅志安組成國訓中場雙核心。
2018年9月10日，許恆賓在國訓中心兵役役期已滿，退伍後加入台中FUTURO，同年12月，協助台中FUTURO取得參加2019台灣企業甲級足球聯賽資格。
2019年4月14日，台灣企業甲級足球聯賽開幕戰，許恆賓先發在開賽第75分鐘，因傷退場，賽後前往醫院檢查，確診前十字韌帶斷裂。
2020年5月17日，手術後經過一年多的復健，許恆賓再次重回台灣企業甲級足球聯賽先發出場，是復出後首次踢滿90分鐘，該場賽事台中Futuro以4:0擊敗台北紅獅。
2021年12月19日，達成個人職業出賽100場
2023年8月23日，2023–24年亞洲足協盃AFC CUP東亞區附加賽，台中FUTURO首戰面對澳門蒙地卡羅，首顆入球是藉由許恆賓的漂亮助攻，由梁孟昕 （页面存档备份，存于）在第七分鐘的挑射入網取得領先；第二球則是由許恆賓背向傳球給班奇 （页面存档备份，存于）在禁區的突破，創造出高山薰 （页面存档备份，存于）的射門機會。
2023年9月21日，2023–24年亞洲足協盃AFC CUP東亞區小組賽，小組賽首戰在客場對上鄒北記，開賽不到2分鐘，林哲宇左路傳中，前鋒許恆賓衝搶製造對方門前混亂，對方後衛胸口回傳造成致命性失誤，1 ：0取得領先。
2023年10月5日，2023–24年亞洲足協盃AFC CUP東亞區小組賽，許恆賓持續發揮影響力，在蒙古客場的關鍵比賽中進球，2-0戰勝烏蘭巴托，台中FUTURO位居小組龍頭。
2023年10月26日，2023–24年亞洲足協盃AFC CUP東亞區小組賽，首次台灣內戰，下半場台灣鋼鐵靠著12碼先馳得點，第73分鐘由梁孟昕左路傳中，許恆賓魚躍頭槌破網追平比數；接下來更在第95分鐘，菅沼俊哉 （页面存档备份，存于）頭球破網，最終台中FUTURO 2:1 擊敗台灣鋼鐵，完成逆轉勝，同時也取得台灣球隊史無前例的AFC CUP小組賽三連勝。
2023年12月14日，2023–24年亞洲足協盃AFC CUP東亞區小組賽，小組賽最終戰面對蒙古烏蘭巴托，台中FUTURO只要獲勝或是平手，就能為台灣創下首次有球隊能夠闖入AFC CUP淘汰賽階段的紀錄。但本場比賽早在30分鐘左右就陷入0 ： 2 落後，
下半場第71分鐘班奇 （页面存档备份，存于）下底傳中，許恆賓穿過防守者搶前點，四兩撥千斤球畫出一道美麗弧線，將比分改寫成1 ： 2。
2024年3月4日，許恆賓被AFC CUP評為跨區準決賽值得關注的選手，小組賽台中FUTURO與I組龍頭烏蘭巴托積分相同。兩隊在最後一場比賽中烏蘭巴托以2-0領先，但憑藉許恆賓在第71分鐘關鍵破門，最後儘管1-2輸給烏蘭巴托，但卻以淨勝球優勢戲劇性拿下小組冠軍，晉級跨區半決賽。
台中FUTURO和許恆賓的亞冠之旅開始於2023年8月份，當時許恆賓在澳門2-1戰勝蒙地卡羅的附加賽中，為梁孟昕 （页面存档备份，存于）的首開紀錄送出助攻。他在小組賽中繼續發揮影響力，在2-0戰勝烏蘭巴托的比賽中進球，並在對陣台灣鋼鐵的比賽中又進球逆轉獲勝。 
這位30歲的球員在俱樂部層級擁有豐富的經驗，也曾代表中華台北男子足球代表隊出賽。但這是他首次徵戰亞足聯盃，許恆賓希望透過帶領台中FUTURO更深入參與比賽書寫歷史。

### 俱樂部出賽記錄
| 賽季 | 球隊       | 聯賽名稱             | 聯賽等級 | 聯賽 | 聯賽 | 盃賽 | 盃賽 |
| 賽季 | 球隊       | 聯賽名稱             | 聯賽等級 | 出場 | 進球 | 出場 | 進球 |
| 2011 | 銘傳大學   | 全國城市足球聯賽     | 1        | 12   | 5    |      |      |
| 2013 | 台中市龍   | 全國城市足球聯賽     | 1        | 14   | 5    |      |      |
| 2014 | 台中FC     | 全國城市足球聯賽     | 1        | 8    | 2    |      |      |
| 2017 | 國家儲訓   | 台灣企業甲級足球聯賽 | 1        | 24   | 2    |      |      |
| 2018 | 國家儲訓   | 台灣企業甲級足球聯賽 | 1        | 17   | 3    |      |      |
| 2019 | 台中FUTURO | 台灣企業甲級足球聯賽 | 1        | 1    | 0    |      |      |
| 2020 | 台中FUTURO | 台灣企業甲級足球聯賽 | 1        | 12   | 0    |      |      |
| 2021 | 台中FUTURO | 台灣企業甲級足球聯賽 | 1        | 13   | 0    |      |      |
| 2022 | 台中FUTURO | 台灣企業甲級足球聯賽 | 1        | 8    | 1    |      |      |
| 2023 | 台中FUTURO | 台灣企業甲級足球聯賽 | 1        | 12   | 1    | 7    | 3    |
| 2024 | 台中FUTURO | 台灣企業甲級足球聯賽 | 1        | 11   | 2    | 2    | 0    |
| 總計 | 總計       | 總計                 | 總計     | 132  | 21   | 9    | 3    |
| ---- | ---------- | -------------------- | -------- | ---- | ---- | ---- | ---- |

## 亞協杯進球紀錄
| 進球紀錄 | 日期           | 地點               | 對手     | 輪次               | 賽果  | 比賽類型            |
| -------- | -------------- | ------------------ | -------- | ------------------ | ----- | ------------------- |
| 1.       | 2023年10月5日  | MFF足球中心        | 烏蘭巴托 | 小組賽 Group Stage | 2 - 0 | 2023–24年亞洲足協盃 |
| 2.       | 2023年10月26日 | 國家體育場         | 台灣鋼鐵 | 小組賽 Group Stage | 2 - 1 | 2023–24年亞洲足協盃 |
| 3.       | 2023年12月14日 | 高雄市立楠梓足球場 | 烏蘭巴托 | 小組賽 Group Stage | 1 - 2 | 2023–24年亞洲足協盃 |

### 國家隊紀錄
2011年2月11日，首次入選中華台北男子足球代表隊 。
2011年11月5日，代表中華台北U19足球代表隊  ，出賽2012年亞足聯U-19錦標賽外圍賽 。
2013年10月11日，代表中華台北男子足球代表隊 ，出賽2013年菲律賓和平盃 ，主場對菲律賓。
2013年10月13日，代表中華台北男子足球代表隊 ，出賽2013年菲律賓和平盃 ，客場對巴基斯坦。
2015年3月27日，代表中華台北奧運足球代表隊 ，出賽2016年亞足聯U23錦標賽資格賽 ，主場對緬甸。
2015年3月29日，代表中華台北奧運足球代表隊 ，出賽2016年亞足聯U23錦標賽資格賽 ，客場對澳洲。
2015年3月31日，代表中華台北奧運足球代表隊 ，出賽2016年亞足聯U23錦標賽資格賽  ，以3比1擊敗香港，奪下48年來，中華隊各級賽事對上香港隊的首勝。
2015年9月3日，代表中華台北男子足球代表隊 ，出賽2018年世界盃亞洲區資格賽 ，客場對伊拉克。
2015年9月8日，代表中華台北男子足球代表隊 ，出賽2018年世界盃亞洲區資格賽 ，主場對越南。
2021年6月3日，代表中華台北男子足球代表隊 ，出賽2022年世界盃亞洲區資格賽第二輪  ，客場對尼泊爾。
2021年6月7日，代表中華台北男子足球代表隊 ，出賽2022年世界盃亞洲區資格賽第二輪 ，客場對澳洲。
2021年6月15日，代表中華台北男子足球代表隊 ，出賽2022年世界盃亞洲區資格賽第二輪 ，主場對科威特。
2021年10月7日，代表中華台北男子足球代表隊 ，出賽2023年亞足聯亞洲盃外圍賽 – 附加賽圈，客場對印尼，攻入生涯首個國家隊進球。
2021年10月11日，代表中華台北男子足球代表隊 ，出賽2023年亞足聯亞洲盃外圍賽 – 附加賽圈，主場對印尼。

### 國家隊生涯統計
| 中華台北U23國家奧運足球隊 | 中華台北U23國家奧運足球隊 | 中華台北U23國家奧運足球隊 | 中華台北U23國家奧運足球隊 |
| 年度                      | 出賽                      | 進球                      | 參考                      |
| ------------------------- | ------------------------- | ------------------------- | ------------------------- |
| 2015                      | 3                         | 0                         | [ 14 ]                    |
| 總計                      | 3                         | 0                         | [ 14 ]                    |
| 最後更新於2015年3月31日   |                           |                           |                           |

| 中華台北                 | 中華台北 | 中華台北 | 中華台北 |
| 年度                     | 出賽     | 進球     | 參考     |
| ------------------------ | -------- | -------- | -------- |
| 2021                     | 3        | 1        | [ 15 ]   |
| 總計                     | 3        | 1        | [ 15 ]   |
| 最後更新於2021年10月11日 |          |          |          |

## 國家隊進球紀錄
| 進球紀錄 | 日期          | 地點                     | 對手       | 比分 | 賽果 | 比賽類型                 |
| -------- | ------------- | ------------------------ | ---------- | ---- | ---- | ------------------------ |
| 1.       | 2021年10月7日 | 泰國武里南府武里南體育場 | 印度尼西亞 | 1-2  | 1-2  | 2023年亞洲盃資格賽附加賽 |

## 外部連結
許恆賓在香港足球總會的球員資料 （页面存档备份，存于）